# Freddy Åsblom
Freddy Jonas Åsblom, född 5 mars 1990 i Nacka, Stockholms län, är en svensk skådespelare.

## Biografi
Freddy Åsblom studerade vid Teaterhögskolan i Stockholm 2010–2013.
Han fick rollen som Ville i TV-serien Livet enligt Rosa år 2004 där han spelar Rosas bästa vän. Serien började sändas i television i februari 2005. Han är också med i filmen Rosa the movie, där han spelar Rosas pojkvän. Filmen hade premiär år 2006. Dessutom medverkar han i tv-serien Höök, där han spelar 14-årige Lasse Höök, son till kriminalchefen Eva Höök, och i dramaserien De halvt dolda skriven av Jonas Gardell, där han spelar karaktären David.
År 2010 medverkade han i en film producerad av Dramatiska Institutet, Betongbarnet, där han spelade en av huvudrollerna. Samma år har han gjort rösten till Mordecai i Regular Show. År 2012 spelade han rollen som Knutte i Portkod 1321. År 2014 spelade han Jakub Kac i Teater Galeasens kritikerrosade föreställning Vår klass av Tadeusz Slobodzianek.
Inom röstskådespeleri är Freddy Åsblom bland annat känd som rösten för blåskrikan Mordecai i Regular Show, och som rösten för lejonet Laval i Legends of Chima.

## Filmografi
- 2005 – Livet enligt Rosa (TV-serie)
- 2007 – Rosa: The Movie
- 2007–2008 – Höök (TV-serie)
- 2009 – De halvt dolda (TV-serie)
- 2010 – Betongbarnet
- 2011 – Arne Dahl: Upp till toppen av berget
- 2011 – Baggy
- 2011 – Girl
- 2012 – Portkod 1321
- 2013 – Orion
- 2015 – Beck – Rum 302
- 2018 – Vår tid är nu (TV-serie)
- 2020 – Tsunami (TV-serie)

## Teater

### Roller (ej komplett)
| År   | Roll            | Produktion                                                         | Regi            | Teater              |
| ---- | --------------- | ------------------------------------------------------------------ | --------------- | ------------------- |
| 2021 |                 | Irakisk Kristus Hassan Blasim                                      | Natalie Ringler | Teater Galeasen     |
| 2022 | Doktor Einstein | Arsenik och gamla spetsar (Arsenic and Old Lace) Joseph Kesselring | Philip Zandén   | Uppsala stadsteater |